# コードタクト
株式会社コードタクトは授業支援クラウド「スクールタクト」を運営する会社である。

## 沿革[1]
2015年
- 1月　会社設立 / 授業支援システム「スクールタクト」販売開始
- 4月　総務省「先導的教育システム実証事業」コンテンツプロバイダーとして採択
- 7月　総務省「ICTドリームスクール実践モデル」に採択
- 11月　Classi株式会社に「スクールタクト（ClassiNOTE)」OEM提供開始

2016年
- 10月　第13回 日本e-Learning大賞 EdTech特別部門賞受賞

2017年
- 1月　新宿オフィスへ移転
- 4月　第29回 中小企業優秀新技術・新製品 ソフトウェア部門奨励賞受賞

2018年
- 2月　文部科学省「次世代学校支援モデル構築事業」・総務省「スマートスクール・プラットフォーム実証事業」に参画

2019年
- 1月　内閣府「戦略的イノベーション創造プログラム（SIP）」に採択  Mission・Vision・Value（MVV）を制定
- 3月　渋谷オフィスへ移転

2020年
- 7月　ジョブトレーニング支援クラウド「チームタクト」販売開始
- 10月　Mission・Vision・Value（MVV）をリニューアル

2021年
- 11月　第18 回 日本e-Learning 大賞オンライン授業支援特別部門賞受賞

2022年
- 5月　国際規格に基づく情報セキュリティマネジメントシステム（ISMS）認証取得
- 11月　デジタル庁 初等中等教育における教育データ実証研究事業者に採択
- 12月　チームタクトが組織の活性化に導くAI分析サービス「G-POP®レポートの提供を開始

2023年
- 7月　書籍『実践例＆導入事例でわかる 明日からの教室のつくりかた スクールタクトで始めるICT活用』を発売
- 10月　スクールタクトが新機能「振り返りAI分析（β版）」をリリース
- 11月　AI分析で自律型人材の育成を支援する新入社員向けプログラムが 『第20回 日本e-Learning 大賞 DX新入社員育成特別部門賞』を受賞

2024年
- 7月　リモートワーク声明を公表
- 12月CTO石田智也がRuby Prize 2024を受賞  CTO石田智也がRubyコミッターに就任

2025年
- 1月　会社設立10周年
- 4月　コーポレートロゴをリニューアル

## メンバー

### 後藤 正樹
早稲田大学教育学研究科博士課程満期退学、洗足学園大学指揮研究所を卒業。大手予備校にて物理科講師、教育系企業でのCTOを経て、現在、株式会社コードタクト代表取締役、株式会社スタディラボ取締役、また、デジタル庁にて非常勤国家公務員として教育のデジタル化を進める。
これまでに総務省プロジェクトマネージャーや教育委員会の委員なども務める。またエンジニアとして、情報処理推進機構（IPA）より未踏スーパークリエータに認定、指揮者としては琉球フィルハーモニックオーケストラ指揮者などを務める。

### 浅野 隆文
中学生時代からプログラミングをはじめ、C言語にて現在でいうChatter Botを開発。ソフトバンクBB株式会社（現：ソフトバンク株式会社）においてネットワーク構築業務に従事。その後、独学でコンピューターネットワークやコンピュータサイエンスを学び、大手通信会社やSIerにて通信や金融セクターのプロジェクトマネジメントやシステム設計に携わる。株式会社STEADY最高技術責任者、株式会社ZUUエンジニアリングディレクターを経て、現在、株式会社コードタクト取締役VPoP兼VPoEに就任。

### 佐々木 誠
会計事務所でキャリアを始め、運輸・飲食・医療等複数事業を行う事業会社において取締役、上場企業グループでの教育事業会社の管理部長、その後複数の中小企業で管理部門の責任者を経て2019年当社入社。
ベンチャー企業でのIPOやM&A、並びに上場企業における財務管理業務を強みとする。